# القوات المسلحة الملكية الكمبودية
القوات المسلحة الملكية الكمبودية (واختصارًا RCAF؛ بالخميرية: កងយោធពលខេមរភូមិន្ទ، كانغ يوثيابول خيمارافومين) هي القوة العسكرية الوطنية في كمبوديا. القائد الأعلى هو الملك نورودوم سيهاموني. منذ عام 2018، كان الجنرال فونغ بيسن هو القائد الأعلى للقوات المسلحة الملكية الكمبودية كرئيس للجيش والبحرية والقوات الجوية والدرك. تعمل القوات المسلحة تحت سلطة وزارة الدفاع الوطني . وبموجب دستور البلاد، فإن القوات المسلحة الملكية الكمبودية مكلفة بحماية سيادة مملكة كمبوديا وسلامة أراضيها.
تم إنشاؤه في عام 1993 من خلال دمج القوات المسلحة الشعبية الكمبودية (CPAF) والجيش الوطني لكمبوتشيا الديمقراطية (NADK) والذي شمل الخمير الحمر وجبهة التحرير الوطني للشعب الخمير (KPNLF) والجبهة الوطنية المتحدة من أجل كمبوديا مستقلة ومحايدة وسلمية ومتعاونة. كان سلف CPAF هو القوات المسلحة الثورية الشعبية الكمبودية (KPRAF)، التي تأسست في عام 1979 بدعم من الجيش الشعبي الفيتنامي (PAVN).